# Piazza Garibaldi (Città del Messico)
Piazza Garibaldi (plaza Garibaldi nella lingua spagnola) è un luogo nella parte centro-settentrionale di Città del Messico, sull'Asse centrale "Lázaro Cárdenas" e le vie Allende, República de Perú e República de Ecuador nella Colonia Guerrero; confina con il quartiere di Tepito.
È famosa per i gruppi di mariachi, i gruppi "norteños", i trii romantici e i gruppi di musica veracruzana che si riuniscono qui, vestiti con il loro tipico abbigliamento ed equipaggiati con i loro strumenti musicali. Per molti anni è stata il luogo di elezione per trovare un mariachi che canti o accompagni una serenata, che suoni e canti a una fiesta di quinceañera, o a qualche compleanno, notte messicana o altri festeggiamenti.
Verso il 1923 nella vecchia Piazza Garibaldi, che era circondata da vicinati, vi erano piccoli commerci, un mercato, uno spaccio di pulque e una cantina chiamata "Tenampa", di proprietà di Juan Hernández Ibarra, commerciante originario del villaggio di Cocula (Jalisco). In questo locale (conosciuto fino ad oggi come "Tenampa") si presentò per la prima volta il complesso "Mariachi Coculense" diretto da Concepción Andrade. A partire da qui Plaza Garibaldi andò facendosi conoscere come un posto animato dove andare a sentire complessi folcloristici, specialmente mariachi, e per degustare la gastronomia tipica di Jalisco e della Valle del Messico.
Il nome della piazza durante l'epoca coloniale fu Plazuela de Jardín ("Piazzetta del Giardino"), e più tardi El Baratillo ("Il Mercatino"), essendo sede di un tianguis o mercatino delle pulci, dove si commerciavano oggetti usati ed economici. Conservò quel nome fino al 1921, anno in cui si celebrò il primo centenario della conquista dell'Indipendenza del Messico e cambiò il suo nome in Plaza Garibaldi con allusione al nipote di Giuseppe Garibaldi, José “Peppino” Garibaldi, che aveva combattuto nel 1911 nelle file di Francisco Madero nel Chihuahua, durante la Rivoluzione messicana.
Il 22 novembre nella piazza si celebra Santa Cecilia, patrona dei musicisti.
La piazza è "gemellata" con la Plaça Reial della città di Barcellona in Spagna.

## Museo della tequila e del mescal

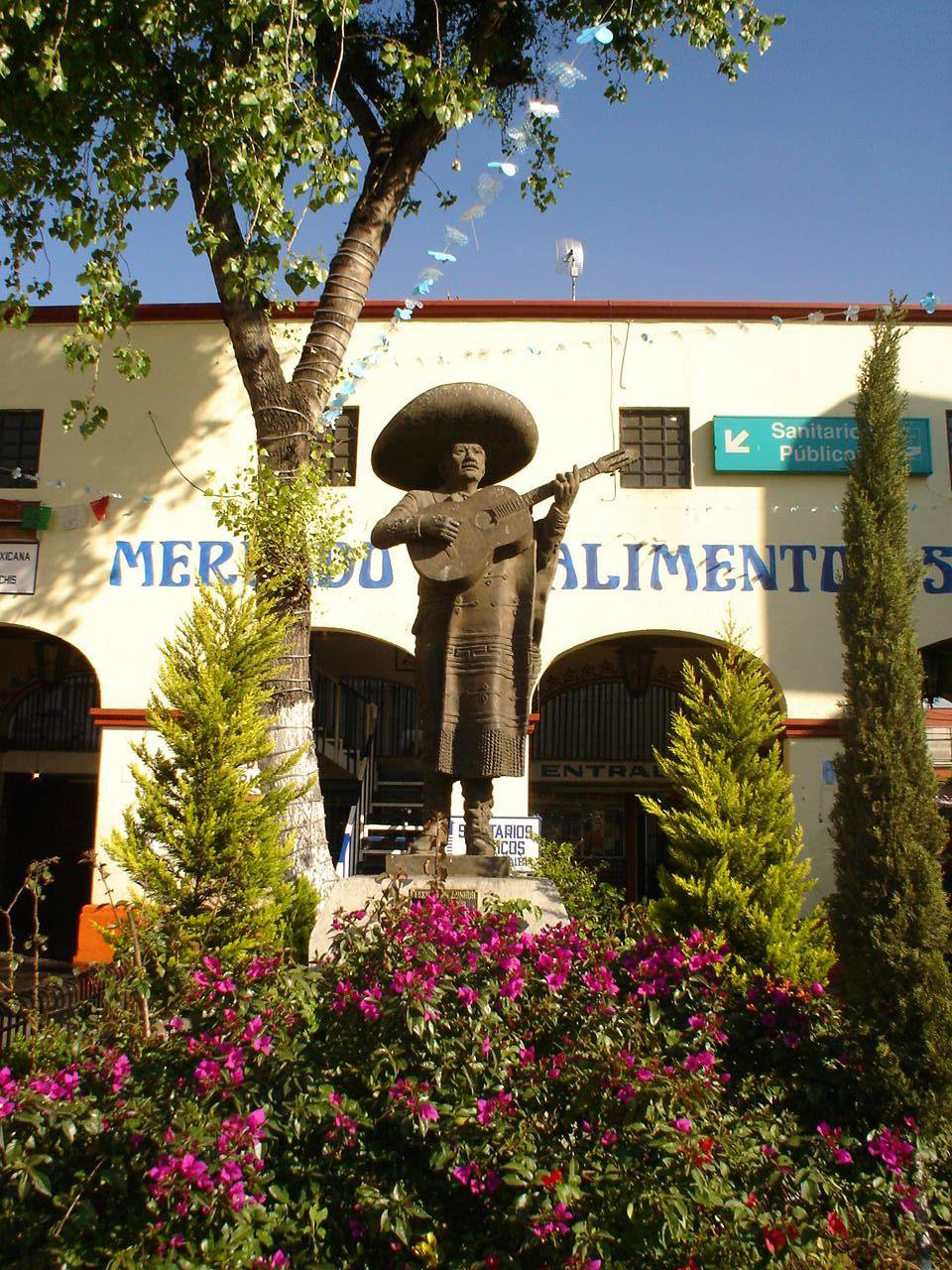
Monumento al Mariachi in Piazza Garibaldi.

Alla fine del 2010, come parte dei lavori di riammodernamento urbano della Piazza Garibaldi nel Centro Storico di Città del Messico, si edificò il Museo del Tequila y el Mezcal ("Museo della tequila e del mescal", abbreviato in MUTEM).
Il MUTEM occupa una nuova costruzione, che stabilisce un contrasto con l'ambiente circostante attraverso la sua evocativa facciata di cristallo traslucido decorata con motivi che richiamano le foglie di agave americana (la pianta da cui si estrae la tequila).
Il Museo della tequila e del mescal ha varie sezioni. Al piano terra l'edificio presenta un piano libero permette il transito dei pedoni in Piazza Garibaldi così come l'accesso al museo e ad un negozio dove si possono comprare distinti tipi di tequila e mescal da tutto il paese, nonché oggetti di artigianato per gli astemi.
Il primo piano è dedicato a un complesso di piattaforme interattive nelle quali i visitatori possono vedere video sulle diverse classi di agavi (pianta dalla quale derivano le bevande) e sulle regioni nelle quali si coltivano nonché le caratteristiche della loro produzione. Qui spicca l'esposizione di circa 400 bottiglie di diversi tipi di mescal e di tequila, di varie forme e colori, tra le quali una che risale al 1820 della casa José Cuervo.
I piano superiore dispone di un'ampia terrazza dalla quale si possono godere piacevoli vedute del luogo e nella quale si trova anche un bar dove si possono degustare vari tipi di tequila, mescal e prodotti a base di agave americana, nonché per i bambini mieli estratti dalle bevande.
Tra le attività del museo si trovano mostre temporanee, itinerari nei dintorni, riunioni musicales e conferenze.
Vista panoramica a 360° della Piazza Garibaldi nel Centro Storico di Città del Messico.